# Buggenhagen
Buggenhagen es un municipio situado en el distrito de Pomerania Occidental-Greifswald, en el estado federado de Mecklemburgo-Pomerania Occidental (Alemania), a una altura de 0 metros. Su población a finales de 2016 era de 220 habs. y su densidad poblacional, 8 hab/km².
Se encuentra ubicado frente a la isla de Usedom.